# Załomskie
Załomskie – osada wsi Muchy w Polsce położona w województwie wielkopolskim, w powiecie ostrzeszowskim, w gminie Czajków.
W latach 1975–1998 osada administracyjnie należała do województwa kaliskiego.